# أوديل هودج
أوديل هودج (بالإنجليزية: Odell Hodge)‏ مواليد 26 مارس 1973، هو لاعب كرة سلة أمريكي معتزل. بدأ مسيرته الاحترافية في سنة 1997. يبلغ طوله 6 قدم 9 بوصة (2.1 م). لعب مع فريق فنربخشة لكرة السلة في تركيا. اعتزل اللعب في 2013.